# Ancylocranium somalicum
Ancylocranium somalicum (сомалійська гостроноса амфісбена) — вид плазунів з родини амфісбенових (Amphisbaenidae). Ендемік Сомалі.

## Підвиди
Виділяють два підвиди:
- Ancylocranium somalicum somalicum (Scortecci, 1931) — прибережні райони від річки Джубба до Еггі;
- Ancylocranium somalicum parkeri Gans & Kochva, 1966 — плато Хауд[en].

## Поширення і екологія
Сомалійські гостроносі амфісбени мешкають в прибережних районах на півдні Сомалі, а також на плато Хауд на півночі країни, де зустрічаються на висоті від 640 до 700 м над рівнем моря.